# Логишинский сельсовет
Логи́шинский сельсовет (белор. Лагішынскі сельсавет) — административная единица Пинского района Брестской области Беларуси. Административный центр — городской посёлок Логишин.

## История
Образован 12 октября 1940 года в составе Логишинского района Пинской области БССР. Центр-деревня Логишин. С 8 января 1954 года в Брестской области. 16 июля 1954 года к сельсовету присоединена территория упразднённого Дубровского сельсовета, деревня Иванисовка перечислена в состав Ставоцкого сельсовета Пинского района. 31 марта 1959 года присоединена территория упразднённого Хвороносновского сельсовета. 22 декабря 1959 года деревня Логишин приобрела статус городского посёлка, Логишинский сельсовет упразднён, его территория передана в подчинение Логишинскому городскому поселковому Совету. После упразднения Логишинского района 25 декабря 1962 года Логишинский поссовет вошёл в состав Пинского района. В 1976 году упразднены хутора Козловка и Рассоха. В 1980 году в состав поссовета возвращена деревня Иванисовка. 25 ноября 2014 года поссовет реорганизован в Логишинский сельсовет.

## Состав
В состав сельсовета входят следующие населённые пункты:
- Иванисовка — деревня
- Ковнятин — деревня
- Логишин — городской посёлок
- Мокрая Дубрава — деревня
- Тростянка — деревня
- Шпановки — деревня